# Гаврилов, Владимир Борисович
Владимир Борисович Гаврилов — российский учёный в области экспериментальной физики высоких энергий, доктор физико-математических наук, начальник лаборатории ФГБУ ГНЦ Институт теоретической и экспериментальной физики НИЦ «Курчатовский институт».
Родился в 1951 г.
Работает в ИТЭФ.
Докторская диссертация: Глубоконеупругие адрон-ядерные реакции : диссертация … доктора физико-математических наук : 01.04.01. — Москва, 1986. — 236 с. : ил.
В настоящее время — начальник лаборатории ФГБУ ГНЦ Институт теоретической и экспериментальной физики НИЦ «Курчатовский институт».
Опубликовал более 400 научных работ.
Руководитель и участник проектирования и сооружения установки «Безмагнитный адронный спектрометр». Один из разработчиков передних калориметров детектора CMS на Большом адронном коллайдере.
Профессор кафедры физики элементарных частиц МИФИ, читает курс лекций «Экспериментальная физика элементарных частиц 3».
В 2016 г. выдвинут кандидатом в члены-корреспонденты РАН по Отделению физических наук РАН по специальности «ядерная физика», но не был избран.

## Публикации
- C S. Chatrchyan, V. Khachatryan,V.Gavrilov. Evidence for the direct decay of the 125 GeV Higgs boson to fermions Nature Phys. 10 (2014)
- C S. Chatrchyan, V. Khachatryan,V.Gavrilov. Measurement of the properties of a Higgs boson in the four-lepton final state Phys.Rev. D89 (2014)
- C S. Chatrchyan, V. Khachatryan,V.Gavrilov. Measurement of inclusive W and Z boson production cross sections in pp collisions at s√ = 8 TeV Phys.Rev.Lett. 112 (2014)